# Luciano Coto
Luciano Coto (ur. 26 marca 1998) – argentyński siatkarz, grający na pozycji przyjmującego. Od sezonu 2017/2018 występuje w drużynie Ciudad Vóley.

## Sukcesy klubowe
Puchar ACLAV:
- 2017[1]
- 2018[2]